# Альсина, Адольфо
Адольфо Альсина (исп. Adolfo Alsina; 4 января 1829, Буэнос-Айрес — 29 декабря 1877, Каруэ) — аргентинский юрист и политик, основатель Автономистской партии в 1862 году, губернатор провинции Буэнос-Айрес (1866—1868), вице-президент Аргентинской Республики (1868—1874), военно-морской министр Аргентины (1874—1877).

## Биография
Адольфо Альсина родился 4 января 1829 года в городе Буэнос-Айрес, Аргентина, в семье лидера унитарианцев Валентина Альсины (1802—1869) и Антонии Масы (1803—1867). По отцовской линии он был внуком каталонца Хуана Альсины, который прибыл в Буэнос-Айрес в составе экспедиции Педро Сервиньо по демаркации границы. По материнской линии он был внуком федерального политика Мануэля Висенте Масы, который занимал пост губернатора Буэнос-Айреса (1834—1835) и был убит Ла Масоркой в 1839 году.
В 1835 году, когда Хуан Мануэль де Росас во второй раз занял пост губернатора провинции Буэнос-Айрес, его семье пришлось эмигрировать в Уругвай и поселиться в Монтевидео. Там Адольфо начал изучать юриспруденцию.
После поражения Хуана Мануэля де Росаса в битве при Касеросе в 1852 году Альсина вернулся с семьей в Аргентину. Пока его отец занимал министерский пост в правительстве Висенте Лопеса-и-Планеса, он продолжил учебу и получил диплом юриста. Он также начал писать для газеты «Nueva Época» и работал советником Министерства иностранных дел во главе с Луисом Хосе де ла Пенья. Он также был членом тайной ложи Хуан-Хуан, целью которой было убийство федерального лидера Хусто Хосе де Уркисы, но его отец раскрыл его и заставил отказаться от этой инициативы. Альсина участвовала в революции 11 сентября 1852 года в качестве солдата Первого полка Национальной гвардии.
После окончания университета в 1860 году Адольфо Альсина поступил на службу в армию государства Буэнос-Айреса, участвовавшей в гражданской войне между государством Буэнос-Айрес и Аргентинской Конфедерацией, и участвовал в сражениях при Сепеде и Павоне. После битвы при Сепеде и Пакта Сан-Хосе-де-Флорес он входил в состав комиссии, которая проводила реформу Конституции 1860 года.
В 1862 году он был избран национальным депутатом. Когда в Конгрессе обсуждался вопрос федерализации провинции, предложенный Бартоломе Митре, Адольфо Альсина возглавил группу, выступившую против этого проекта, сумев преодолеть инициативу президента. Это привело к расколу Либеральной партии на Националистическую партию Бартоломе Митре и Автономистскую партию во главе с Альсиной.
В 1866 году Адольфо Альсина был избран губернатором провинции Буэнос-Айрес, сменив на этом посту Мариано Сааведру. Альсина назначил Николаса Авельянеду министром правительства, а Мариано Варелу — министром финансов. За время своего правления он основал пятнадцать городов во внутренних районах провинции. Его правительство поддерживало мир на границе с коренными народами, поскольку большая часть армии была отправлена на Парагвайскую войну.
В 1867 году Адольфо альсина объединился с Матео Луке, губернатором Кордовы, и Никасио Ороньо, губернатором Санта-Фе, и выдвинул свою кандидатуру на пост президента. Президент Митре написал «Письмо Тую-Куэ» — свое политическое завещание, адресованное Хосе Марии Гутьерресу, в котором он дисквалифицировал кандидатуры самого Альсины и Уркисы, кандидата от Федеральной партии. После свержения двух его союзников и учитывая, что в остальной части страны у него было мало поддержки, он снял свою кандидатуру и заключил союз с Доминго Фаустино Сармьенто, объединив формулу президентства и вице-президентства Республики, которая победила на выборах 1868 года. На самом деле значительную часть голосов за Сармьенто обеспечили сторонники Альсины. Его отец, Валентин Альсина, временный председатель Сената, провозгласил Сармьенто и Альсину президентом и вице-президентом Генеральной Ассамблеи Конгресса.
Доминго Фаустино Сармьенто, став президентом Аргентины, не советовался с ним по важным вопросам и даже не оставлял его исполняющим обязанности президента во время своих поездок в глубь страны. В 1873 году Адольфо Альсина выдвинул свою кандидатуру на пост президента, но в конце президентства Сармьенто в 1874 году Альсина отклонил свою кандидатуру и объединился с Николасом Авельянедой, чтобы создать организацию, которая позже станет известна как Национальная автономистская партия. После победы Авельянеды на выборах произошла революция под руководством Митре, которая потерпела поражение после короткого и кровавого противостояния. Альсина возглавляла военное и военно-морское министерство Аргентины.
Будучи военным и военно-морским министром, Адольфо Альсина включил телеграф в систему военной связи. Запрашивая необходимые средства у Конгресса для прокладки 771 км линии связи до приграничных командований, Авельянеда сказал: «Неудобства и ущерб, вызванные отсутствием телеграфа, на практике неисчислимы», а Альсина объяснил, что «телеграф полезен как в мирное, так и в военное время, так как позволяет правительству поддерживать связь с армией, а армии — с правительством». Таким образом, в январе 1876 года министр Адольфо Альсина распорядился о создании «Школы телеграфа» при Национальном военном колледже.
В конце 1875 года аборигены так называемой пустыни, в основном мапуче, продолжили столкновения на южной пограничной линии. Адольфо Альсина руководил обороной страны, уделяя особое внимание границе провинции Буэнос-Айрес. В «индейской проблеме» он выступал за оборонительную, а не наступательную политику, заявляя, что предпримет кампанию против пустыни, а не против индейцев.
В 1876 году он начал строительство так называемого Рва Альсины — траншеи глубиной два метра и шириной три метра с парапетом высотой один метр и шириной 4,5 метра, которую он построил, продвигаясь вглубь территории коренных народов. Гарнизон был построен за счет строительства ряда фортов, многие из которых были связаны со своими командными пунктами телеграфом, вдоль всей границы, чтобы держать ее под наблюдением. До строительства оборонительной линии военные позиции продвинулись вглубь территорий, ранее контролируемых коренным населением. Оборонительная линия была призвана не допустить их повторного проникновения на фактически присоединенную территорию.
Постоянные столкновения с индейцами побудили его изучить положение линии фортов, но во время одного из таких визитов, недалеко от Каруэ, он подхватил отравление, поразившее его почки.
Адольфо Альсина скончался в Каруэ 29 декабря 1877 года. Его останки находятся на кладбище Реколета в Буэнос-Айресе, в мавзолее, спроектированном скульптором Маргаритой Боннет и открытом в 1917 году.

## Наследие
- На западе провинции Буэнос-Айрес район Адольфо Альсина носит его имя и чтит его память.
- В Буэнос-Айресе, а также в самом городе Буэнос-Айресе есть несколько городов, улицы которых названы в его честь.
- В Чакабуко, городе, основанном в 1865 году, главная улица, проходящая через его торговый центр, названа в честь Адольфо Альсины.
- В Олаваррии Высший институт повышения квалификации учителей № 22 назван в честь этого человека.
- В Каруэ, где он умер, находится Региональный музей Адольфо Альсины, посвященный истории региона.